# Asystasia lindauiana
Espèce
Synonymes
- Filetia africana Lindau[1]

Statut de conservation UICN

 VU D2 : Vulnérable
Asystasia lindauiana est une espèce de plantes à fleurs de la famille des Acanthaceae et du genre Asystasia, présente principalement au Cameroun, mais également au Gabon.

## Étymologie
Son épithète spécifique lindauiana rend hommage au botaniste allemand Gustav Lindau.

## Distribution
Elle a été observée au Cameroun dans quatre régions (Sud-Ouest, Littoral, Sud, Est), ainsi qu'au Gabon, voire en Guinée équatoriale et en République centrafricaine.